# Mazatlán Villa de Flores
Mazatlán Villa de Flores es una localidad del estado mexicano de Oaxaca. Es cabecera del municipio de Mazatlán Villa de Flores.

## Demografía
| Censo | Población |
| ----- | --------- |
| 1900  | 2851      |
| 1910  | 3722      |
| 1921  | 1868      |
| 1930  | 2317      |
| 1940  | 2160      |
| 1950  | 2783      |
| 1960  | 2614      |
| 1970  | 2690      |
| 1980  | 2039      |
| 1990  | 522       |
| 1995  | 632       |
| 2000  | 998       |
| 2005  | 949       |
| 2010  | 976       |
| 2020  | 1026      |